# Nassau (Schiff, 1979)
Die USS Nassau (LHA-4) war ein amphibisches Angriffsschiff der Tarawa-Klasse der United States Navy. Sie konnte rund 1900 Mann des Marine Corps transportieren.

## Geschichte
LHA-4 wurde am 6. November 1970 in Auftrag gegeben und am 13. August 1973 bei Ingalls Shipbuilding auf Kiel gelegt. Vor der Kiellegung war man sich in der Navy nicht einig über den Namen des Schiffes. Zuerst hatte man Leyte Gulf ins Auge gefasst, danach aber den Namen Boxer vergeben wollen, bis man sich in der Navy auf den Namen Nassau einigte. Nach über vier Jahren lief die Nassau am 21. Januar 1978 vom Stapel, die Taufe führte Mrs. Louis H. Wilson, Frau des ehemaligen Kommandanten des Marine Corps durch. Die Indienststellung erfolgte am 28. Juli 1979.
Während des NATO-Manövers Ocean Safari 85 im Nordatlantik stattete die Nassau Hamburg einen Besuch vom 24. bis 28. September 1985 ab. Von dort fuhr das amphibische Mehrzweck-Angriffsschiff zu einem Besuch nach Portsmouth, England, wo es am 30. September eintraf. Am 12. Oktober 1985 machte man in ihrem Heimathafen Norfolk, Virginia die Leinen fest. Während des Zweiten Golfkrieges war die Nassau acht Monate im Einsatz, auch in den folgenden Jahren verlegte das Schiff mehrmals in europäische und arabische Gewässer.
Anfang 2010 sollte die Nassau in den Persischen Golf verlegt werden. Nach dem schweren Erdbeben in Haiti wurde sie mit ihrer Kampfgruppe, bestehend aus Mesa Verde und Ashland, jedoch kurzfristig vor die Küste der betroffenen Region beordert, um dort Hilfe für die betroffenen Menschen zu leisten.
Am 31. März 2011 wurde die Nassau außer Dienst gestellt. Am 30. April 2021 traf das Schiff bei SteelCoast, einer Abwrackwerft in Brownsville, zur Verwertung ein.